# Wilhelm Lutteroth
Ludwig Wilhelm Lutteroth (* 30. Oktober 1753 in Mühlhausen/Thüringen; † 13. Juli 1821 ebenda) war ein deutscher Kaufmann und Politiker. Er war von 1808 bis 1813 Mitglied des Reichsstände des Königreichs Westphalen.

## Leben
Lutteroth wurde als Sohn des Ascan Wilhelm Lutteroth, Teilhaber der Firma Christian Lutteroth Söhne in Mühlhausen und Königlich Dänisch-Norwegischer Agent, und seiner Frau Maria Sophia, geborene Hagenbruch, geboren. Die Lutteroths waren eine alte Mühlhäuser Ratsfamilie. Er selbst erlernte in Tradition der Familie den Kaufmannsberuf und wurde 1803 zum Königlich Preußischen Kommerzienrat ernannt.
Von 1808 bis 1813 war Lutteroth Mitglied des Departement-Wahlkollegiums des Harz-Departements. Für die Gruppe der Kaufleute und Fabrikanten vertrat er außerdem im gleichen Zeitraum das Harz-Departement in den Reichsständen des Königreichs Westphalen. Daneben war er Beigeordneter des Maire von Mühlhausen.
Ab 1811 war Lutteroth Mitbesitzer des Klosters Zelle.